# Frau Eva

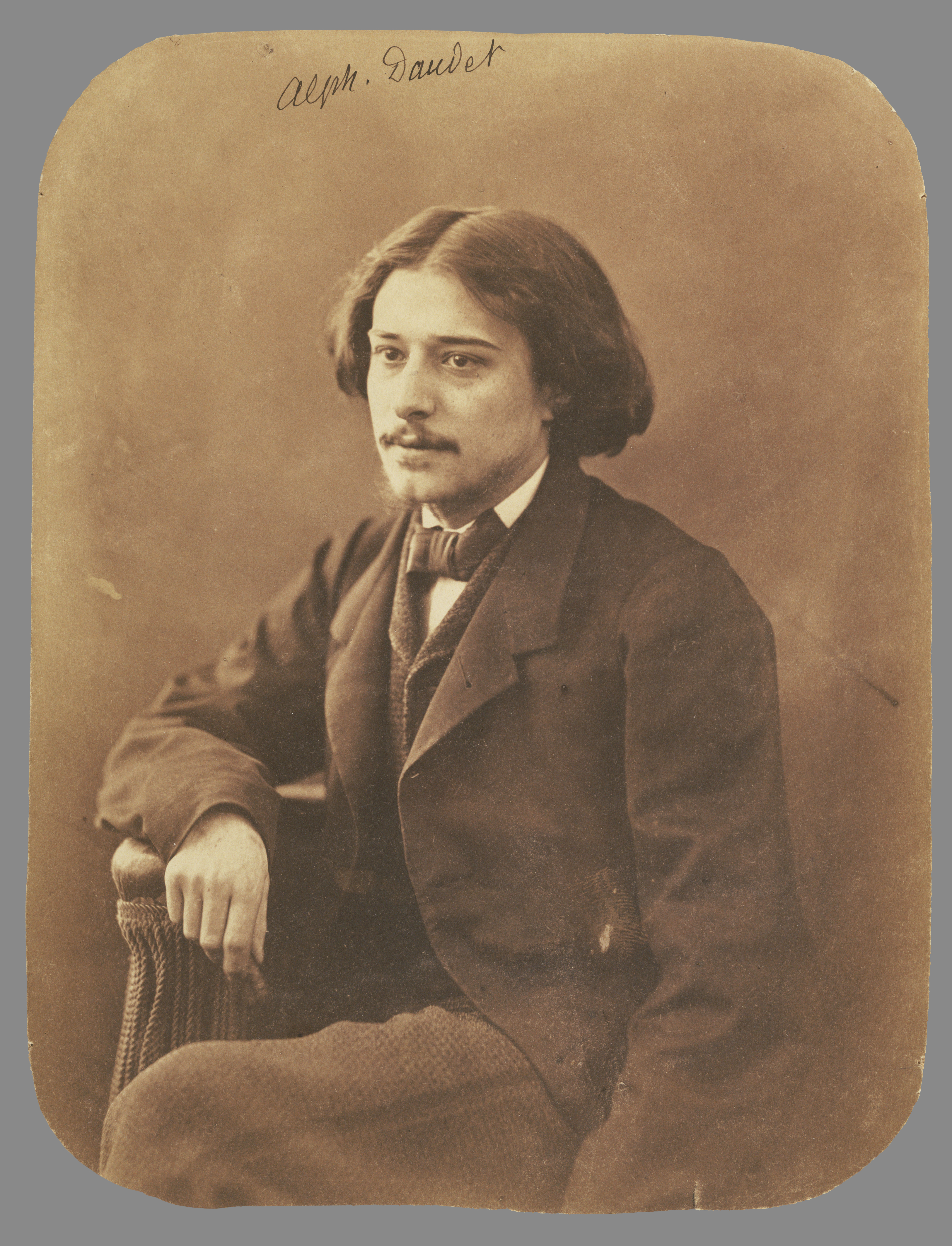
Alphonse Daudet

Frau Eva est un film muet allemand réalisé par Robert Wiene, sorti en 1916. Ce film est l'adaptation d'un roman écrit par Alphonse Daudet intitulé Fromont jeune et Risler aîné.

## Synopsis
Une femme ambitieuse dépense tout l'argent durement gagné de son mari, puis se suicide par remords.

## Fiche technique
- Titre original : Frau Eva
- Réalisation : Robert Wiene
- Scénario : Robert Wiene et Artur Berger
- Directeur de la photographie : Karl Freund
- Musique : Giuseppe Becce
- Pays d'origine :  Empire allemand
- Producteur : Oskar Messter
- Format : Noir et blanc — 35 mm — 1,37:1 — Son : Mono
- Dates de sortie : 
  -  Empire allemand : février 1916

## Distribution

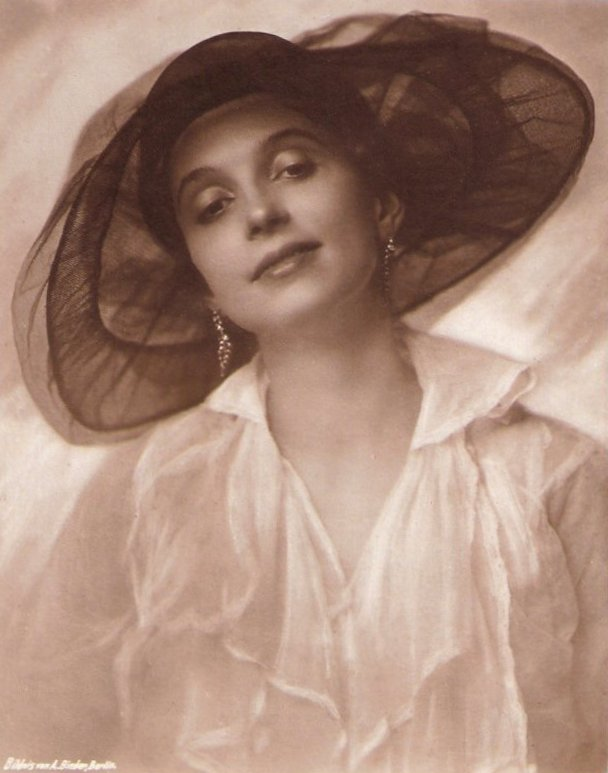
Erna Morena en 1925.

- Alexander Antalffy
- Emil Jannings
- Margarete Kupfer
- Theodor Loos
- Erna Morena : Eva

## Crédit d'auteurs
- (en) Cet article est partiellement ou en totalité issu de l’article de Wikipédia en anglais intitulé « Frau Eva » (voir la liste des auteurs).